# Куоримен
Куоримен (на английски: The Quarrymen) е рокендрол група създадена в Ливърпул през 1957 г. и разпаднала се 1960 г.
Съставът е образуван от Джон Ленън, заедно с няколко негови приятели от училище: Пит Шотън, Ерик, Лен, Колин и Род. Повечето членове в групата нямат музикални умения. Най-вещите от тях, Джон и Ерик, свири на китара, Колин е на барабани, Род на банджо, Лен на ти-чест, а Шотън, който си няма и понятие от музика, на уошборд. Името на бандата идва от училището Куори Бенк, където повечето учат.
Членовете на Куоримен се обличат подобно на популярната по това време субкултура – „теди бойс“ (криминално проявени младежи, често асоциирани с рокендрол музиката), а косите им са по подобие на прическата на Елвис Пресли.
Първото представяне на Куоримен е през пролетта на 1957 г. върху платформата на един камион в „Роуз стрийт“. След това участват по събирания на приятели и сватба, ако оркестърът закъснее. От време на време им се плащат, но бандата свири за собствено удоволствие.
На 15 юни 1957 г., Айвън, един от членовете на състава, довежда приятеля си Пол Маккартни на концерт на Куоримен по случай храмовия празник на енорийската църква в „Уултън“, за да го запознае с Джон. Пол смята групата за не лоша и в залата на „Чърч хол“ показва целия си рокендрол репертоар пред членовете. Ленън харесва две години по-младото от него момче и след седмица Маккартни се присъединява към Куоримен.
Първото излизане на Пол със състава е на една танцова забава в „Консервативния клуб“ на Ливърпул. През следващите месеци страстта към рокендрола започва да сближава Джон и Пол, които се учат взаимно един друг на китарни похвати.
В края на годината Маккартни довежда свой приятел на име Джордж Харисън, също почитател на рокендрола, обличащ се като „теди“. Той го запознава с Джон Ленън, с който Харисън е учил в едно и също начално училище. За първи път младият музикант присъства на концерт на Куоримен в залата „Уилсън“. Джордж не е приет веднага в групата, понеже е твърде малък (три години по млад от Ленън и една от Маккартни), но знае повече китарни акорди от останалите в състава. Харисън става член на Куоримен в началото на 1958 г.
Непрекъснатите смени в състава, предизвикани от острия характер на Ленън, нередовните участия, но най-вече големия брой скифъл групи, далеч по-добри в музикално отношение, довеждат Куоримен в средата на 1958 г. до състав от трима членове: Джон, Пол и Джордж.